# Shisha no Teikoku
Shisha no Teikoku (яп. 屍者の帝国 Сися но Тэйкоку, букв.«Империя мёртвых») — научно-фантастическое приключенческое аниме, выпущенное в 2015 году, производства Wit Studio и режиссёра Рётаро Макихара (Ryoutarou Makihara). Данный фильм относится к серии различных кинокартин, снятых по мотивам одноимённого романа, написанного автором под псевдонимом Проект Ито, подразумевающего собой предпосылки для последующих событий разворачивающихся в книгах, написанных им ранее как Гармония и Орган Геноцида.
Фильм был впервые показан в кинотеатрах 2 октября, в котором, стоит заметить, музыкальная поп-группа EGOIST принимала непосредственное участие в реализации песенной части в его концовке.
Первоначально фильм планировалось выпустить в прокат в декабре, но позднее дата была уточнена и изменена на 2 октября. Лицензированный показ фильма в Северной Америке был организован компанией Funimation в ограниченном релизе, лишь в определённом числе кинотеатров 19-го и 20 апреля 2016 и в Соединённом Королевстве компанией Anime Limited.

## Сюжет
В альтернативной версии 18-го века в Англии учёный Виктор Франкенштейн нашёл способ оживить безжизненное тело человека без утраты души его владельца, способное после таких манипуляций как думать, так и говорить и чувствовать. После того, как его творение было уничтожено, а сам учёный бесследно исчез, люди пришли к иному методу, способному компенсировать утраченную душу путём замены её искусственной, известной как «Некроюнит». Она подвергалась улучшением подобно компьютерной программе, однако оживлённые таким путём трупы уже не могли ни говорить, ни чувствовать или хотя бы думать самостоятельно.
В XIX веке использование оживлённых трупов становится все более распространённым посредством ежедневного модернизировании Некроюнита через машину, известную как Чарльз Бэббидж, доступ к которой имеет ограниченный круг лиц, называемых Инженерами Мертвецов. Джон Уотсон, начинающий инженер того же рода, незаконно создаёт своего собственного образца Некроюнит и воскрешает им своего умершего друга, дав впоследствии ему имя Пятница. Некий М., член Британской Секретной службы, после того, как ему удалось застать Уотсона на месте преступления, заключает с последним сделку, по условиям которой тому оставалось либо отправиться в тюрьму, либо же стать агентом Британском империи в определённом важном поручении, свойственном его исследованиям и размышлениям. Уотсон, не долго пребывая в раздумьях, выбирает второе.
В Индии, Уотсон и Пятница обнаруживают бывшего президента США Улисса Гранта, а также его безымянного секретаря, после чего подверглись нападению неожиданно вышедших из под контроля трупов, запрограммированных, как оказалось, на убийство, но оказываются спасены капитаном Фредериком Барнэби, в будущем оказавшимся приставленным к Ватсону телохранителем. Уотсону, следуя данному М. обязательству, по прибытии становится необходимым найти Алексея Фёдоровича Карамазова, русского Инженера Мертвецов, признанного у себя на родине ренегатом в связи с кражей так называемых Заметок, которые также, как оказалось, являлись подлинными записками исследований по оживлению трупов без утраты присущей их владельцам души доктора Франкенштейна. Уотсону было приказано найти и любым способом изъять эти исследования. Впоследствии Уотсон и Барнэби встречаются с Николаем Красоткиным, призванным сопроводить их в один из районов близ Кабула, где скрывается Карамазов.
Они достигают Хайберского прохода, где попадают в засаду куда более продвинутых по многим параметрам оживлённых мертвецов и оказываются спасены лишь благодаря неожиданному и смертоносному появлению на поле разразившейся схватки безымянного секретаря бывшего президента Гранта, которую они уже видели ранее, будучи в индийском порту. Уотсону удаётся заполучить один из нападавших трупов, который, как оказалось, был способен произнести собственное имя, хоть и не без объемлющего программного вмешательства в его подсознание; Красоткин подозревает, что Уотсон планирует использовать Заметки в собственных интересах, направленных на полное воскрешение Пятницы в рамках разумного существа, нежели такового, каковым он являлся на тот период. Уотсон знакомится с женщиной, спасшей им жизни, имя которой оказывается Хадэли Лилит, она же секретарь Гранта. Он желает подробней разузнать о действительности его предположений, касаемо безоговорочного содержания душевной материи в определённым образом улучшенных оживлённых трупах, в связи с чем консультируется с Хадэли, но, однако, и после разговора с ней, он не находит уверенности в своих домыслах.
Герои обнаруживают Карамазова, который во время ужина рассказывает им о своих попытках воскресить человека по методикам Франкенштейна и раньше, о результатах которых он без лукавства умалчивает. В ночь Карамазов «улучшает» Николая, заменив его душу её искусственным двойником, причём производя эту операцию наживую. Это убивает Николая, но оживлённый труп, чьё созидание проистекло в результате такового процесса был куда более сообразительней своих неживых сородичей, что выражалось в его пусть и ограниченных способностях к речи и мыслительным процессам. Уотсон, приведённый в уныние лицезрением того, что представляло собой существо, произведённое по подлинным методикам Франкенштейна, обрушивается гневной бранью в адрес Карамазова за его отрешённость от попыток куда более эффективно и точно применить данную технологию посредством собственных исследований. На этом Карамазов признаётся, что Заметки хранятся в Японии, но настойчиво просит их уничтожить, после чего совершает самоубийство используя для этого в качестве орудия оживлённого Николая, который затем проделал с первым ту же процедуру, что и тот с ним, оживив его. Уотсон, Пятница и Барнэби поспешно уезжают в Японию, предоставив Николая, Карамазова и его оживлённых слуг, бездумному следованию программе Некроюнита, заложенной в них, на веки вечные.
Годом позже в Токио, Ватсон встречает Ямазаву Сайгу, агента японской Императорской армии, который к тому времени располагал достаточной информацией о месте, где содержатся интересующие героев Заметки. Это место было ничто иное как химическое предприятие Осато, пользующееся славой продвинутой в производстве «мертвяков» организацией. Уотсону, наряду с Пятницей, Барнэби, и Сайгу удаётся проникнуть на химическое предприятие Осато, но тут же оказывается атакован оживлёнными мертвецами наиболее передового развития, в отличие от которых, ему уже удалось повстречать, закованными в самурайский доспех, но не утерявшими высокой координации движений. Уотсон бежит в поисках Заметок, прихватив с собой Пятницу в качестве посредника между ним и кодом, которая представляли с собой сами Заметки в виде сложного механизма, чтение которых было возможно только через присоединение к программе, которой пользовались оживлённые, но тем самым он активирует ловушку, которая поджигает здание. Анализ программы, в которую внедрился Пятница, довёл лишённое эмоций поведение последнего до помешательства, а также до проявления попыток заговорить, но те оказываются заглушены воплями боли, которые исторгало его колотившееся в судорогах тело. В тот же момент в кадре появляется невесть откуда взявшийся человек, представивший себя как подлинное творение доктора Франекенштейна, известное как Первый — живее всех живых, пусть и спустя 100 лет, и так же ничем не уступающий живому человеку. Он присваивает Заметки себе, после чего исчезает.
Уотсон приходит в сознание уже на борту USS Richmond, направляющегося в Америку. Барнэби тоже был на этом судне, как и одичавший после последнего происшествия Пятница, теперь прикованный к стулу. Как оказалось, Гранту нужен Уотсон в качестве непосредственного помощника, необходимого для уничтожения Первого, испытывающего ненависть к человечеству, оправданную его созданием, но Уотсона во время плавания мало что заботит, кроме средств, которые помогли бы ему самому в налаживании нарушенных процессов работы программы Пятницы и наделения его заветной душой. По достижении Сан-Франциско Первый использовал Заметки для рассылки волновых сигналов всем оживлённым, заставивших их нападать на людей, и команда судна USS Richmond, отчасти состоявшая из мертвецов не была исключением. Во время побега обнаруживается, что Хадэли является искусственной формой жизни, созданной не кем иным, как Томасом Эдисоном, способной контролировать оживлённые трупы звуковыми волнами определённой на то частоты, выражающей неподдельное желание, как и люди, обладать собственной душой. Она сбегает с судна вместе с Уотсоном, Пятницей и Барнэби, в то время как Грант оказывается убит взорвавшимся трупом. В убежище Хадэли, Уотсон производит ряд модификаций, в результате которых Пятница становится невосприимчив к волнам, испускаемым Заметками.
Первый захватывается М., в чьи планы тоже входило обращение всех людей в ходячие трупы, таким образом положив конец всем войнам на планете. Первый доставляется в Лондонский Тауэр, где его сознание подвергается сопоставительному анализу машиной Чарльза Бэббиджа с законсервированными мозгами Виктора Франкенштейна, в связи с чем М. удаётся вызвать новый, куда более сильный сигнал, заставивший всё большее количество оживлённых мертвецов нападать на людей по всему миру.
Тем временем, на борту подводной лодки USS Nautilus Уотсон, Хадэли, Пятница и Барнэби тараном вторгаются в укрепления Врат Предателей. Барнэби сдерживает натиск оживлённых гвардейцев с помощью огнемёта Хадэли, в то время как остальные с боем расчищают путь к М. Хадэли сбивает с ног М. и использует волны, чтобы сдержать разум Первого, в то время как Пятница шифрует перфокарты Чарльза Бэббиджа на подавление испускаемого им сигнала. М. приходит в чувство и стреляет в Хадэли прежде, чем упадёт, будучи подстреленным Уотсоном. Обретши свободу, Первый сводит счёты с М., подавляет разум Хадэли и останавливает Пятницу.
Первый, наконец, раскрывает истинную цель его плана, который он хотел воплотить: оживить собственную жену, что обещал некогда сделать Виктор Франкенштейн. Имея в своих руках все необходимые инструменты, он планировал собрать из комбинаций всех примитивных разумов оживлённых мертвецов один — необходимого ему человека. Для этого он, используя доставшиеся ему Заметки и мощь машины Чарльза Бэббиджа, создаст необходимую ему душу из знаний, заключённых в мозгах Виктора Франкенштейна, и поместит созданную и свою, вкупе с разумом, в тела Хадэли и Пятницы соответственно. Но в то время, как Первый был на пути к успеху, Барнэби в результате развязавшейся жестокой схватки удаётся серьёзно повредить Чарльз Бэббидж, отчего душа Первого из тела устремилась в печати Заметок. Первый старается уволочь Уотсона с собой, мертвецки в него. Но, когда оба оказались уже почти внутри Заметок, на выручку всячески сопротивляющемуся Уотсону приходит улыбающийся Пятница, после чего Первый окончательно терпит поражение.
Уотсон приходит в себя и с помощью Хадэли покидает вместе с бессознательным Пятницей начавшее разрушаться здание.
Хадэли сокрушается, что успела как обрести душу, так и потерять её, однако Уотсон уверяет её в обратном последнему, что она ему нравится такой, какая она есть. Она же призывает его не сдаваться в очередных попытках вдохнуть душу в Пятницу.
Вернувшись в дом, где он некогда оживил Пятницу, Уотсон находит новые для себя сочетания комбинаций программного кода, выведенных из исследований Карамазова и уцелевших страниц Заметок. Чтобы выполнить выведенное им неизвестное обновление для программы трупа, он производит его на себе.
4 года спустя в Лондоне, лишившись большей части своей памяти, Уотсон обзаводится новым спутником, не кем иным как Шерлоком Холмсом, в то время как Барнэби и Хадэли, ныне ставшей известной под именем Ирэн Адлер, поглядывают за ним поблизости. Далее показывается полностью оживший Пятница, наблюдающих за Уотсоном с крыши одного из домов.

## Персонажи
| Персонажи                        | Сэйю             |
| -------------------------------- | ---------------- |
| Джон Уотсон                      | Ёсимаса Хосоя    |
| Пятница (Благородный Дикарь 007) | Ааюму Мурасэ     |
| Хэдали Лилит                     | Кана Ханадзава   |
| Фредерик Барнэби                 | Тайтэн Кусуноки  |
| Алексей Карамазов                | Синъитиро Мики   |
| Николай Красоткин                | Дайки Ямасита    |
| M                                | Акио Оцука       |
| Первый                           | Такаюки Суго     |
| Сайгу Ямадзава                   | Дзиро Сайто      |
| Улисс Симпсон Грант              | Кодзи Исий       |
| Манипенни                        | Хоко Кувасима    |
| Томас Эдисон                     | Кодзи Такэда     |
| Шерлок Холмс                     | Ёсимицу Такасуги |
| Рассказчик                       | Иссэй Футамата   |